# 세하타 기조
세하타 기조(일본어: 瀬畠 義成, 2001년 1월 19일~)는 일본의 축구 선수이다.

## 구단 경력
그는 2023년 J2리그의 V-파렌 나가사키에 입단했다. 2024년 7월 더스파 군마로 이적했다. 2024년후 J3리그에 강등했다.